# أخلاق الحكومة
أخلاق الحكومة، (بالإنجليزية: Public ethics)‏، يعني هذا المصطلح، تطبيق القواعد الأخلاقية على الحكومة. وهي جزء من الفقه القانوني أو فلسفة القانون التي تحكم عمل الحكومة وعلاقتها بالشعب الذي تحكمه. وتشمل أخلاق القانون مسائل الأمانة والشفافية في الحكومة، والتعامل مع أمور مثل الرشوة، والفساد السياسي، وفساد الشرطة، والأخلاقيات التشريعية، والأخلاقيات التنظيمية، وتضارب المصالح، وتجنب المظهر غير الملائم، والحكومة المفتوحة، والأخلاق القانونية.
إن المسؤولين الحكوميين يخدمون الناس، ويديرون مصالحهم، وهناك توقعات من الجمهور أن يلمسوا من المسؤولون الإنصاف والمساواة.. كما يُتوقع منهم الحفاظ على الشفافية في عملهم، للتأكد من أنهم يعملون ضمن تصور الجمهور لما هو «صحيح».
إن مفهوم الأخلاق هذا، وهو فرع من الفلسفة التي تسعى إلى معالجة الأخلاق، فهي ليست فكرة جديدة نسبيًا داخل الحكومة. حيث كتب نيكولو مكيافيلي، كتاب الأمير، الذي يعمل كدليل لتوضيح ما يجب أن تفعله الملكية للحفاظ على السلطة. غالبًا ما يُنظر إلى هذه الرسالة على أنها أداة لكيفية عدم تصرف المسؤول العام في المجتمع الحديث، حيث إنها تعداد للخطوات المحددة التي يجب على المرء اتخاذها للحفاظ على السيطرة والسلطة.
تتعارض فكرة السيطرة والسلطة، مع المبدأ الأساسي المتمثل في كونها وكيلًا لعامة الناس. وعلى هذا النحو، تعتبر هذه الرسالة، هي نقطة انطلاق للقضايا الأخلاقية في العصر الحديث.
يقول بول دوغلاس، السيناتور السابق للولايات المتحدة من إلينوي، أنه في حين أن الكثيرين قد يتبعون نيكولو مكيافيلي سراً في قلبهم، فإن معظمهم لا يفعلون ذلك. «بدلاً من ذلك، يرغب معظم الرجال في حياة تتسم بالنزاهة وحسن النية، يكون فيها المسؤولون الحكوميون وكلاء، وليسوا سادة، ويتعاملون مع وظائفهم كوسيلة لمساعدة الناس، بدلاً من السيطرة عليهم».
يجادل دوغلاس كذلك، لماذا هناك حاجة إلى الممارسات الأخلاقية. «إن حكومتنا الآن ضخمة للغاية، وتؤثر على حياتنا بشكل مباشر، بحيث لا يمكننا الاكتفاء بمجرد مستوى لائق من السلوك اللائق من جانب موظفينا العموميين. حتى بالنسبة لنسبة صغيرة من سوء السلوك، من جانب هؤلاء المسؤولين، يمكن أن تسبب قدرا كبيرا من الضرر».
في حين أن نيكولو مكيافيلي، وبول دوغلاس، بعيدان في الوقت المناسب، فإن وجهتي النظر المتعارضتين لأنواع المديرين العامين، والموقف الأخلاقي للقرارات التي يتخذونها، أمران مهمان للغاية اليوم. لمزيد من التوضيح حول تشعب الفكر في الأخلاق في الحكومة، يناقش كودي ولين عاملين متعارضين: النفعية، وعلماء الأخلاق الواجبة:
- النفعيون: يعتقدون أن الغاية المنشودة، تبرر الوسيلة لتحقيق هذه الغاية. وبعبارة أخرى، إذا كان الحل الأخلاقي أكثر تكلفة، فسوف يجادل النفعي، من وجهة نظر الكفاءة، أو الفعالية، لتبرير حل أقل أخلاقية.

- علماء الأخلاق الواجبة: يعتقدون أنه يجب إطاعة بعض المبادئ المطلقة، بغض النظر عن العواقب. مثال على مبدأ مطلق هو الصدق.

تعريف هذين النموذجين السلوكيين، ليس بالضرورة تعريفا حصريًا، فمن الممكن أن يتخذ الشخص قرارًا بناءً على موقف نفعي، ثم يتبع موقفًا أخلاقيًا، لقرار منفصل. هذا لأن مفهوم الأخلاق غامض، ويستند في النهاية إلى المبادئ والقيم، والتي تختلف بين المواقف، والناس.

## الأخلاقيات التنظيمية
إن الأخلاقيات التنظيمية، هي مجموعة من القوانين، والفلسفة السياسية العملية، التي تحكم سلوك موظفي الخدمة المدنية، وأعضاء الهيئات التنظيمية.
ويتناول قضايا مثل الرشوة، وعلاقة موظفي الخدمة المدنية بالأعمال في الصناعات التي ينظمونها، بالإضافة إلى المخاوف بشأن الشفافية، وحرية المعلومات، وقوانين أشعة الشمس، وقواعد تضارب المصالح.

## أخلاقيات القطاع العام وأخلاقيات الحكومة
تتعامل أخلاقيات القطاع العام، مع أخلاقيات أولئك الذين يخدمون في القطاع العام - في المقام الأول الحكومة، والمسؤولين المنتخبين، الذين يركزون على خدمة الجمهور.
بينما تتداخل أخلاقيات القطاع العام جزئيًا مع أخلاقيات الحكومة، فيمكن اعتبارها فرعًا منفصلاً.
- فحيث أن أخلاقيات الحكومة تركز فقط على القضايا الأخلاقية المتعلقة بالحكومة، بما في ذلك الرشوة، والفساد.
- فإن أخلاقيات القطاع العام، تركز على أي منصب مدرج، وفي أي مجال في الإدارة العامة.

لا تغطي أخلاقيات الإدارة العامة، العلاقات بين السياسيين فقط، بل تشمل أيضًا السياسيين والأحزاب ذات الصلة في العالم الخارجي: المسؤولين الحكوميين المنتخبين، ووسائل الإعلام، وكيانات القطاع العام، والأفراد.

## وصلات خارجية
- Santa Clara University government ethics
- Political Philosophy
- Political Ideologies